# Juri Nikolajewitsch Schischkin
Juri Nikolajewitsch Schischkin (russisch Юрий Николаевич Шишкин; * 9. Januar 1963 in Woronesch, Sowjetunion) ist ein ehemaliger russischer Fußballspieler und ist momentan Fußballtrainer.

## Karriere

### Karriere als Fußballspieler
Der 1,87 Meter große Torwart begann seine Karriere im Handball beim Verein Youth „Crystal“. Im Turnier „Кожаный мяч“ (wörtlich übersetzt „Lederball“) wurde er zum ersten Mal bei einem Fußballspiel eingesetzt. Nach der Schulzeit begann er seine Karriere bei der Reservemannschaft des Vereines FK Fakel Woronesch. Hauptberuflich studierte er Sport. Nach zehn Jahren beim Verein PFK ZSKA Moskau wechselte er 1991 nach Brasilien zum Verein Rio Branco. Er unterschrieb einen Vertrag für ein Jahr beim Verein, war jedoch größtenteils verletzt. Nach dem Jahr in Brasilien kehrte er wieder nach Russland zurück und war auf der Suche nach einem Verein. Ihm wurde wieder ein Vertrag vom Verein PFK ZSKA Moskau angeboten. Er nahm den Vertrag an und unterzeichnete diesen.
1993 wechselte er auf dem Vorschlag des Trainers Aleksandr Averyanov zum Verein Okean Nachodka. Während der Saison absolvierte er 26 Ligaspiele und traf 26 Pässe ins Tor. Seine weiteren Stationen waren Kamas Nabereschnyje Tschelny, Jeonnam Dragons (Südkorea), Krylja Sowetow Samara, FK Fakel Woronesch, FC Spartak-Chukotka Moskau, beim lettischen Verein FK Ventspils und zum Abschluss seiner Karriere von 2003 bis 2004 beim Verein Krylja Sowetow Samara.

### Karriere als Fußballtrainer
2001 begann Juri Schischkin seine Karriere als Trainer des Torwartes. 2001 trainierte er den Torwart des Vereines FK Ventspils. Nachdem er ein Jahr selbst Torwart für den Verein war, wechselte er zum Verein Krylja Sowetow Samara. Dort war er von 2003 bis 2006 Trainerassistent und 2007 Trainer des Torwartes. Seit 2007 steht er für den Verein Saturn Ramenskoje unter Vertrag. Zuerst trainierte er den Torwart der ersten Liga, 2008 in der Reserve und seit 2009 trainiert er den Torwart der ersten Liga.